# Egipto en los Juegos Paralímpicos de Pekín 2008
Egipto estuvo representado en los Juegos Paralímpicos de Pekín 2008 por un total de 36 deportistas, 27 hombres y nueve mujeres.

## Medallistas
El equipo paralímpico egipcio obtuvo las siguientes medallas:
| Nombre                   | Deporte                   | Evento                    |
| ------------------------ | ------------------------- | ------------------------- |
| Oro                      |                           |                           |
| Fatma Omar               | Levantamiento de potencia | –56 kg femenino           |
| Heba Ahmed               | Levantamiento de potencia | –82,5 kg femenino         |
| Sherif Ozman             | Levantamiento de potencia | –56 kg masculino          |
| Metwali Mazna            | Levantamiento de potencia | –67,5 kg masculino        |
| Plata                    |                           |                           |
| Mahmud Elatar            | Atletismo                 | Jabalina F57/58 masculino |
| Amal Mahmud Osman        | Levantamiento de potencia | –60 kg femenino           |
| Randa Mahmud             | Levantamiento de potencia | –75 kg femenino           |
| Osama El-Sernegawi       | Levantamiento de potencia | –52 kg masculino          |
| Bronce                   |                           |                           |
| Yaser Abdelaziz El-Sayed | Atletismo                 | Jabalina F55/56 masculino |
| Zeinab Oteifi            | Levantamiento de potencia | –44 kg femenino           |
| Nadia Ali                | Levantamiento de potencia | +82,5 kg femenino         |
| Shaban Ibrahim           | Levantamiento de potencia | –60 kg masculino          |